# Akiko Sekine
Akiko Sekine (Kita-Kyushu, 30 de agosto de 1975) é uma triatleta profissional japonesa. 

## Carreira

### Sydney 2000
Akiko Sekine disputou os Jogos de Sydney 2000, terminando em 17º lugar com o tempo de 2:04:18.70. 
Em Atenas 2004, ficou em 12º lugar.